# 付营子镇
付营子乡，是中华人民共和国河北省承德市滦平县下辖的一个乡镇级行政单位。

## 行政区划
付营子乡下辖以下地区：
付营子村、头道河村、青石垛村、温家台村、红石砬村、王营子村、羊草沟门村、邢家沟门村、凡西营村、九神庙村、三成店村、靳家沟门村、金鸡沟村和王营子东营村。